# Tectaria kingii
Tectaria kingii är en ormbunkeart som beskrevs av Edwin Bingham Copeland. Tectaria kingii ingår i släktet Tectaria och familjen Tectariaceae. Inga underarter finns listade.